# Miguel Pérez Carreño
Miguel Pérez-Carreño Espinal (Valencia, Carabobo, 28 de septiembre de 1904 - Caracas, 22 de junio de 1966), fue un médico cirujano, investigador, científico y docente universitario venezolano. Hijo del galeno, médico y abogado Luis Pérez-Carreño y de Doña Encarnación Espinal. Formó parte de una distinguida familia conformada por figuras como: Simón Rodríguez y Teresa Carreño. Fue maestro de numerosas generaciones de cirujanos, en su honor, el hospital perteneciente al Instituto Venezolano de los Seguros Sociales, ubicado en El Pescozón al oeste de Caracas, lleva su nombre.

## Infancia y estudios
Cursó primaria en el Colegio Bouquet y bachillerato en el Colegio Federal de Valencia. Se graduó de bachiller en Filosofía en la Universidad Central de Venezuela con su tesis llamada Calor animal. En 1920 ingresa en dicha universidad para cursar estudios de medicina y antes de graduarse trabajó como monitor de clínica quirúrgica.
Obtuvo el título de doctor en Ciencias Médicas en octubre de 1926 con la presentación de la tesis Autoseroterapia de los derrames y de allí se dedicó en gran parte como docente. Entre 1933 y 1934 completa su formación académica en hospitales de Nueva York, Paris y Viena.
Los cronistas que han estudiado la trayectoria de Miguel Pérez-Carreño coinciden que cultivó un concepto práctico, investigativo y académico de la medicina. Consideraba el diagnóstico un arte al que se había que llegar no sólo con la ayuda de la historia clínica, sino conversando -larga y sostenidamente- con el paciente sobre sus problemas de salud y condiciones de vida. Según el Dr. Elías Rodríguez Azpúrua, el doctor Miguel Pérez-Carreño poseía condiciones innatas para enseñar, entre las cuales destacaban: la facilidad de la palabra, el sentido práctico para enfocar los temas y casos clínicos de manera comprensible, utilizando un lenguaje apropiado y ameno y realizando asociaciones entre las experiencias clínicas y las anécdotas operatorias vividas por él. 
A partir de 1936, realizó investigaciones y descripciones del síndrome colo-pericolo-apendicular de origen parasitario, y ocho años después presentó un trabajo sobre este tópico a la Academia Nacional de Medicina, cuya importancia se centraba en que planteaba un tratamiento quirúrgico para dicha enfermedad previo al médico.
Trabajó en el estudio, análisis y evaluación de los tratamientos definitivos de enfermedades quirúrgicas. En Venezuela realizó una serie de intervenciones, entre ellas la resección del nervio pasacro en el tratamiento de la neuralgia pelviana, la resección del recto con ano contranatura definitivo, (1932), el homoinjerto del ovario (1936), la nueva técnica del bloqueo linfático en los procesos infecciosos, realizado con electrobisturí asociado a la terapéutica con las sulfamidas (1938), la cura radical del prolapso rectal con fascia lata (aponeurosis del muslo) ligadura de la arteria femoral por gangrena y embolectomía por flebitis. También contribuyó a mejorar el tratamiento del síndrome Banti (crecimiento anormal del bazo) y de la hipertensión portal (causada generalmente por cirrosis hepática).
Activo en la Policlínica de Caracas, el Hospital José María Vargas y el Hospital Universitario, fue jefe de trabajos prácticos de anatomía descriptiva y Medicina operatoria, jefe de la Clínica Quirúrgica y decano de la Facultad de Medicina, entre otros cargos. Dedicó parte de sus últimos años a realizar investigaciones sobre el cáncer. Miguel Pérez-Carreño muere en Caracas el 22 de junio de 1966.

## Su Labor
- Publicó más de 100 investigaciones científicas y una obra de cinco tomos: Patología y Clínica Quirúrgica.

- Dirigió más de 20 trabajos de grado en la UCV.

- Fundó la Sociedad Venezolana de Cirugía y el Departamento de Investigaciones y Cirugía Experimental de la Cátedra Clínica y Terapéutica de la Facultad de Medicina de la UCV.

- Creó los servicios de Cirugía del Hospital J.M. de los Ríos.